# Räddningsstation Strängnäs
Räddningsstation Strängnäs är en av Sjöräddningssällskapets räddningsstationer.
Räddningsstation Strängnäs ligger vid hamnen i Strängnäs. Den inrättades 2014 och har 16 frivilliga. 
Frivilliga har arbetat i Strängnäs sedan 2009 med räddningsbåt från Räddningsstation Västerås. Den har blivit en egen sjöräddningsstation från 2015. Räddningsbåten, som är inlånad från Västerås, finns i Västerviken och svävaren, som är inlånad från Sjöfartsverket, i Eldsundsviken.

## Räddningsfarkoster
- Rescue Sparbanksstiftelsen Rekarne av Gunnel Larssonklass, byggd 2019
- S-842 Svävare 842 Snow Leopard, en 5,55 meter lång täckt svävare, byggd 2016

## Tidigare räddningsfarkoster
- 5-15 Rescue Strängnäs, en 5,4 meter lång, öppen Avon Searider räddningsbåt, byggd 1991